# Nyctemera kondekum
Nyctemera kondekum là một loài bướm đêm thuộc phân họ Arctiinae, họ Erebidae.